# Ephemera romantzovi
Ephemera romantzovi is een haft uit de familie Ephemeridae. De wetenschappelijke naam van de soort is voor het eerst geldig gepubliceerd in 1988 door Kluge.
De soort komt voor in het Palearctisch gebied.